# キム・テイン
キム・テイン（韓国語: 김태인, ラテン文字転写: Tae In Kim、1993年6月11日 - ）は、韓国の男性総合格闘家。慶尚南道金海市出身。ROAD FC所属。初代ROAD FCライトヘビー級王者。初代ROAD FCヘビー級王者。

## 来歴
バックボーンのボクシングではアマチュアボクシング戦績15勝（15KO）の実績を残し、10代で将来有望株として期待されたがナショナルチームの選抜試合で反則行為により除名処分を受ける。その後、従軍中にROAD FCを見て総合格闘技に興味を持ち、除隊後より練習を開始。アマチュアMMA戦績は7勝（7KO）無敗。
2018年12月15日、プロデビュー戦となったROAD FC 51でキム・ジフンと対戦し、2R50秒でパンチでTKO勝ちを収めた。
2019年5月18日、ROAD FC 53でイム・ドンファンと対戦し、1R45秒でパンチでTKO勝ちを収めた。
2022年7月23日、ROAD FC 61でパク・ジョンギョと対戦し、1R0分25秒でパンチでTKO勝ちを収めた。
2022年12月18日、ROAD FC 62の初代ライトヘビー級王座決定戦でダニエル・ゴメスと対戦し、1R13秒で右ストレートからの膝蹴りでKO勝ちを収め、ライトヘビー級王座を獲得した。
2024年4月13日、ROAD FC 68の初代ヘビー級王座決定戦で関野大成と対戦し、1R3分55秒でパンチでTKO勝ちを収め、ヘビー級王座を獲得し、2階級制覇王者となった。  
2024年12月31日、RIZIN.49で元極真空手世界王者の上田幹雄と対戦し、2Rに左上段膝蹴りを受けてKO負けを喫した。

## 戦績

### プロ総合格闘技
| 総合格闘技 戦績 | 総合格闘技 戦績 | 総合格闘技 戦績 | 総合格闘技 戦績 | 総合格闘技 戦績 | 総合格闘技 戦績 | 総合格闘技 戦績 |
| --------------- | --------------- | --------------- | --------------- | --------------- | --------------- | --------------- |
| 6 試合          | (T)KO           | 一本            | 判定            | その他          | 引き分け        | 無効試合        |
| 5 勝            | 5               | 0               | 0               | 0               | 0               | 0               |
| 1 敗            | 1               | 0               | 0               | 0               | 0               | 0               |

| 勝敗 | 対戦相手         | 試合結果                    | 大会名                                          | 開催年月日     |
| ×    | 上田幹雄         | 2R 2:31 KO（左膝蹴り）      | RIZIN.49                                        | 2024年12月31日 |
| ○    | 関野大成         | 1R 3:55 TKO（パンチ）       | ROAD FC 68 【ROAD FC ヘビー級王座決定戦】       | 2024年4月13日  |
| ○    | ダニエル・ゴメス | 1R 0:13 KO（パンチ→膝蹴り） | ROAD FC 62 【ROAD FC ライトヘビー級王座決定戦】 | 2022年12月18日 |
| ○    | パク・ジョンギョ | 1R 0:25 TKO（パンチ）       | ROAD FC 61                                      | 2022年7月23日  |
| ○    | イム・ドンファン | 1R 0:45 TKO（パンチ）       | ROAD FC 53                                      | 2019年5月18日  |
| ○    | キム・ジフン     | 2R 0:50 TKO（パンチ）       | ROAD FC 51                                      | 2018年12月15日 |

### アマチュア総合格闘技
| 勝敗 | 対戦相手       | 試合結果                      | 大会名                    | 開催年月日     |
| ○    | キム・サンウク | 1R 0:19 TKO                   | ROAD FC CENTRAL LEAGUE 28 | 2016年2月27日  |
| ○    | チュ・スンヨン | 1R 0:51 TKO（グランドパンチ） | ROAD FC CENTRAL LEAGUE 27 | 2015年11月14日 |

## 獲得タイトル
- 初代ROAD FCライトヘビー級王座（2022年）
- 初代ROAD FCヘビー級王座（2024年）

### 試合映像
1. ↑  『【試合映像】KIM JI HOON(김지훈) VS KIM TAE-IN(김태인) XIAOMI ROAD FC 051』ROAD FIGHTING CHAMPIONSHIP、2018年。
2. ↑  『【試合映像】LIM DONG-HWAN (임동환) VS KIM TAE-IN (김태인) 풀경기 FULL FIGHT 굽네몰 ROAD FC 053 제주』ROAD FIGHTING CHAMPIONSHIP、2019年。
3. ↑  『【試合映像】김명환 vs 김정균 HEAVYWEIGHT KIM MYEONGHWAN vs KIM JEONGYUN』ROAD FIGHTING CHAMPIONSHIP、2022年。
4. ↑  『【試合映像】ROAD FC 062 김태인 vs 다니엘 고메즈』ROAD FIGHTING CHAMPIONSHIP、2022年。
5. ↑  『【試合映像】3분만에 결정난 헤비급 챔피언 - 김태인 VS 세키노 타이세이』ROAD FIGHTING CHAMPIONSHIP、2024年。